# Eugenio Stefano Stara
Eugenio Stefano Stara (Caresana Blot, 11 gennaio 1800 – Vercelli, 16 aprile 1883) è stato un politico italiano.

## Biografia
Giureconsulto, fu Deputato del Regno di Sardegna nella I legislatura, eletto nel collegio di Vercelli.